# Cublize
Cublize é uma comuna francesa na região administrativa de Auvérnia-Ródano-Alpes, no departamento de Ródano. Estende-se por uma área de 15,56 km². Em 2010 a comuna tinha 1 286 habitantes (densidade: 82,6 hab./km²).